# Drymeia
Drymeia este un gen de muște din familia Muscidae.

## Specii[1]
- Drymeia aculeata
- Drymeia aeneoventrosa
- Drymeia aldrichi
- Drymeia alpicola
- Drymeia altica
- Drymeia ambiguaeformis
- Drymeia amnicola
- Drymeia amurensis
- Drymeia apiciventris
- Drymeia aterrima
- Drymeia atrifrontata
- Drymeia beelzebub
- Drymeia beelzebud
- Drymeia bispinula
- Drymeia brevifacies
- Drymeia brumalis
- Drymeia cantabrigensis
- Drymeia caucasica
- Drymeia chillcotti
- Drymeia cinerascens
- Drymeia cinerea
- Drymeia emineotibia
- Drymeia falcifemora
- Drymeia fasciculata
- Drymeia fimbricoxa
- Drymeia firthiana
- Drymeia flavinervis
- Drymeia fulvinervata
- Drymeia fumipennis
- Drymeia ganziensis
- Drymeia glacialis
- Drymeia gongshanensis
- Drymeia grapsopoda
- Drymeia groenlandica
- Drymeia gymnophthalma
- Drymeia hamata
- Drymeia hirsutitibia
- Drymeia hirticeps
- Drymeia inaequalis
- Drymeia kashmirensis
- Drymeia khunjerabensis
- Drymeia lamellitarsis
- Drymeia latifrons
- Drymeia magnifica
- Drymeia makiharai
- Drymeia melargentea
- Drymeia metatarsata
- Drymeia midtibia
- Drymeia minor
- Drymeia minutifica
- Drymeia naticera
- Drymeia neoborealis
- Drymeia nigrifrons
- Drymeia nigrinterfrons
- Drymeia nudiapica
- Drymeia oculipilosa
- Drymeia palpibrevis
- Drymeia pectinitibia
- Drymeia pilifemorata
- Drymeia pilosa
- Drymeia plumisaeta
- Drymeia pollinosa
- Drymeia pribilofensis
- Drymeia profrontalis
- Drymeia qiaoershanensis
- Drymeia quadrisetosa
- Drymeia rivalis
- Drymeia santamonicae
- Drymeia segnis
- Drymeia setibasis
- Drymeia shimai
- Drymeia sibirica
- Drymeia sichuanensis
- Drymeia similis
- Drymeia spinicosta
- Drymeia spinifemorata
- Drymeia spinilabella
- Drymeia spinitarsis
- Drymeia stackelbergi
- Drymeia stenoperistoma
- Drymeia tetra
- Drymeia tibetana
- Drymeia totipilosa
- Drymeia tysoni
- Drymeia valentinae
- Drymeia vicana
- Drymeia xinjiangensis
- Drymeia yadongensis
- Drymeia yunnanaltica